# Creu de pedró d'Obiols
La creu de pedró d'Obiols és una creu de terme situada al municipi d'Avià (Berguedà), al camí entre l'església de Sant Vicenç d'Obiols i el cementiri, indicant un lloc religiós. Està declarada bé cultural d'interès nacional.
Està situada sobre una base de pedra formada per dos cubs superposats, el superior més petit de mida que l'inferior, i amb els cantells bisellats. A sobre hi ha encastada una creu de ferro amb el braç inferior més llarg i amb els extrems apuntats i decoracions ondulades entre ells.